# ۱۰۲۳ (میلادی)
۱۰۲۳ (میلادی) هزار و بیست و سومین سال تقویم میلادی است.

## درگذشتگان
‎